# La Motte (Var)
La Motte is een gemeente in het Franse departement Var (regio Provence-Alpes-Côte d'Azur) en telt 2345 inwoners (1999). De plaats maakt deel uit van het arrondissement Draguignan.

## Geografie
De oppervlakte van La Motte bedraagt 28,1 km², de bevolkingsdichtheid is 83,5 inwoners per km².
De onderstaande kaart toont de ligging van La Motte (Var) met de belangrijkste infrastructuur en aangrenzende gemeenten.

## Demografie
Onderstaande figuur toont het verloop van het inwonertal (bron: INSEE-tellingen).